# Malvicino
Malvicino é uma comuna italiana da região do Piemonte, província de Alexandria, com cerca de 121 habitantes. Estende-se por uma área de 8 km², tendo uma densidade populacional de 15 hab/km². Faz fronteira com Cartosio, Montechiaro d'Acqui, Pareto, Ponzone, Spigno Monferrato.

## Demografia
| Variação demográfica do município entre 1861 e 2011                               |
|                                                                                   |
| Fonte: Istituto Nazionale di Statistica (ISTAT) - Elaboração gráfica da Wikipedia |